# Thảm sát

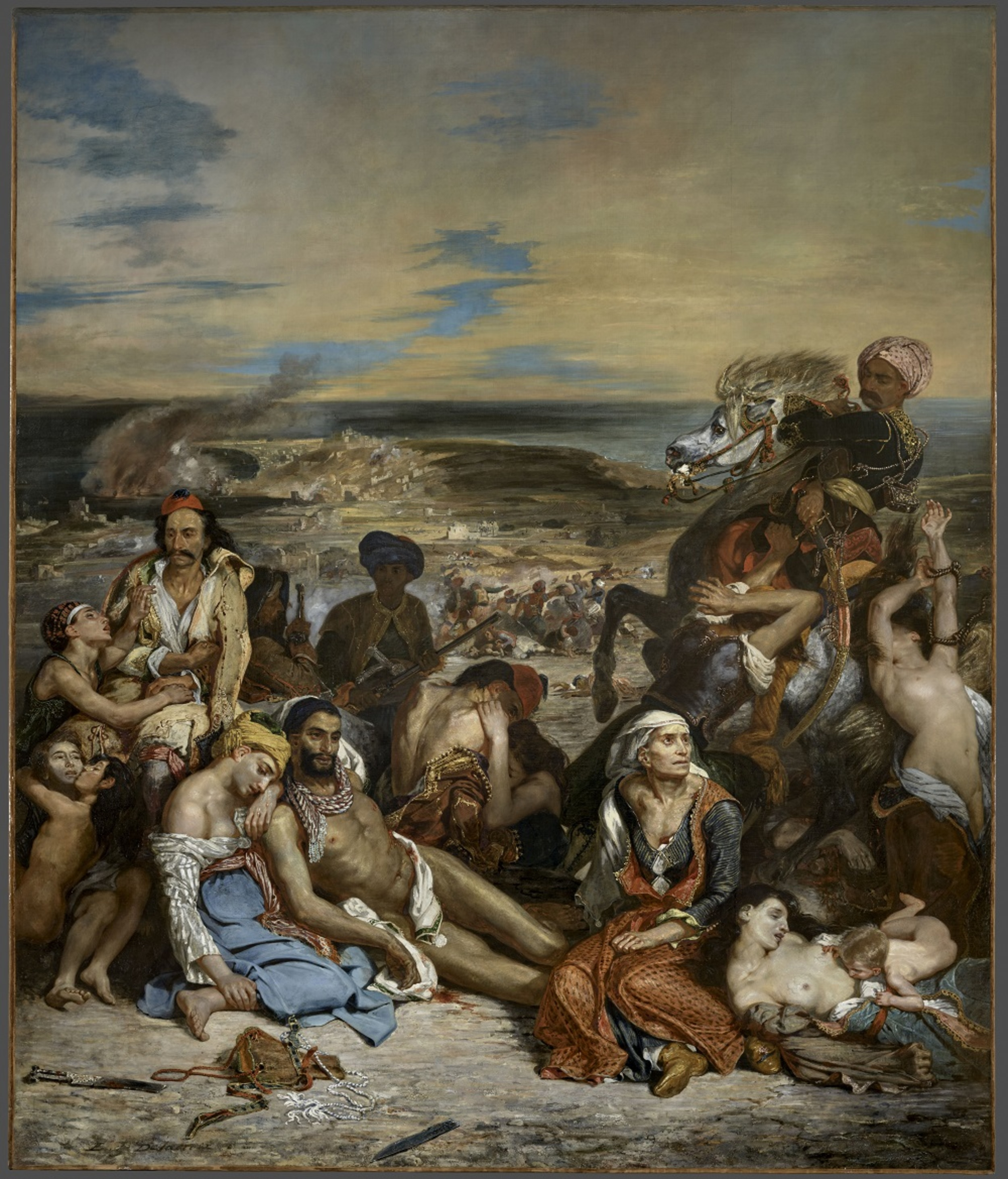
Cuộc thảm sát Chios liên quan tới việc quân Ottoman giết hại hàng vạn người Hy Lạp trên đảo Chios vào năm 1822.

Thảm sát là sự kiện một nhóm người/sinh vật bị giết trong tình trạng không có sức chống đỡ hoặc vô tội trong khi kẻ giết chóc nắm quyền kiểm soát hoàn toàn. Không có một định nghĩa rõ ràng về lượng để xác định một sự việc có phải là thảm sát hay không, nó phụ thuộc vào người hoặc nhóm người đánh giá sự việc.Thảm sát  cũng dùng như một động từ để chỉ việc giết chóc người hay sinh vật khác với số lượng lớn, đặc biệt tàn bạo và bừa bãi.